# イェケ・ネウリン
イェケ・ネウリン（モンゴル語: Yeke Neülin、生没年不詳）とは、13世紀前半にモンゴル帝国に仕えたタングート人将軍の一人。
『元朝秘史』における漢字表記は也客捏兀鄰(yĕkèniēwùlín)。『集史』などのペルシア語史料ではنوره نویان(Nūra Nūyān)と記され、これに基づいてヌレ・ノヤンと表記されることもある。Ne'ürin＜Negürinという名称は「駐営している帳幕の群、その駐営地」を意味する。

## 概要
『集史』「タングート部族志」にはある時狩猟に出たチンギス・カンが牧羊しているチャガンを偶然見出し、その時の応対に感心したチンギス・カンはチャガンを連れて帰って内廷で給仕させることにしたという逸話を伝えているが、『元史』巻120では同じ逸話をチャガンのこととしており、ネウリンの出自については記述に混乱が見られる。
1206年、モンゴル帝国を建国したチンギス・カンはケシクテイ（親衛隊）制度を整備し、その中の1千を「宿営(ケブテウル)」として位置づけた。このチンギス・カン直属の1千の兵を『集史』などのペルシア語史料は「親衛千人隊(hezāre-ye buzurg)」或いは「チンギス・カン直属の千人隊（hazāra-yi khāṣṣ-i Chīnkkīz Khān）」、『元史』などの漢文史料は「御帳前首千戸」と表記しており、この千人隊の初代隊長に任命されたのタングート部出身のチャガンであった。そして、イェケ・ネウリンは当初この千人隊に属する百人隊長に任じられていた。
その後、チャガンがヒタイ（金朝領華北）方面の軍司令官に抜擢されると、代わって「親衛千人隊」の千人隊長に任命されたのがチャガンと同族のイェケ・ネウリンであった。「親衛千人隊」隊長に抜擢されて以後のイェケ・ネウリンの事蹟についてはほとんど記録がないが、チンギス・カンが死去し新たにオゴデイが第2代皇帝として即位すると、チャガン同様にヒタイ方面の司令官に転出となった。代わって新たな親衛千人隊長に抜擢されたのがカダアン・ダルドルカンであるが、このような人事が行われたのはチャガン・ネウリンらが率いる親衛千人隊はチンギス・カンの末子で常に父と行動をともにしていたトゥルイとの関係が密接なため、オゴデイは旧宿衛を解体してカダアンを長とする新たな宿衛を再編成することを欲したためと考えられている。